# スポーツジョッキー 中畑クンと徳光クン
『スポーツジョッキー 中畑クンと徳光クン』（スポーツジョッキー なかはたクンととくみつクン）は、1990年4月1日から同年8月19日まで日本テレビ系列局（一部を除く）とフジテレビ系列の沖縄テレビで生放送されていた日本テレビ製作のスポーツバラエティ番組である。その後も1990年9月2日から1991年3月31日まで『中畑&徳光のスポーツ熱中宣言』（なかはたとくみつのスポーツねっちゅうせんげん）と題して放送されていた。放送時間は毎週日曜 10:00 - 10:55 （日本標準時）。

## 概要
『ミユキ野球教室』の後継番組で、日本テレビの野球解説者を務めていた中畑清と局アナからフリーに転じたばかりの徳光和夫が司会を務めていた。また、日本テレビに入社したばかりの豊田順子がアシスタントを務めていた。
『ミユキ野球教室』は御幸毛織の一社提供だったが、本番組は同社を含む複数社提供で放送されていた。

## 出演者
- 中畑清[1]
- 徳光和夫[1]
- 豊田順子

## 備考
一部の局（テレビ信州・福井放送など）では『サンデープロジェクト』（テレビ朝日・朝日放送（現・朝日放送テレビ）共同制作）ネットのため、放送されなかった。また、編成上の都合で放送されなかった地域があった。